# Northrop Delta
El Northrop Delta fue un avión de transporte de pasajeros monomotor fabricado en la década de 1930 por la estadounidense Northrop Corporation. Surgió como un desarrollo del Northrop Gamma.

## Desarrollo y diseño
Cuando Jack Northrop creó en 1932 la Northrop Corporation como una empresa conjunta con la Douglas Aircraft Company, se dedicó a diseñar dos aviones monomotores: un avión-correo, que fue designado Gamma, y un transporte de pasajeros, el Delta. El Delta era un monoplano de ala baja, con tren de aterrizaje de rueda de cola fijo. Era de construcción totalmente metálica y recubrimiento sometido a esfuerzos, con cubiertas aerodinámicas sobre el tren principal. Mientras que las alas del Delta eran comunes con las del Gamma, tenía un nuevo y más ancho fuselaje, donde se sentaba el piloto en una cabina cerrada inmediatamente detrás del motor, y donde se acomodaban ocho pasajeros en una cabina detrás del piloto.
El primer Delta realizó su vuelo inicial en mayo de 1933 y recibió el certificado de aeronavegabilidad en agosto de ese año.

## Historia operacional
La Guardia Costera de Estados Unidos recibió un Delta, denominado Northrop RT-1, que fue empleado como transporte personal por el Secretario del Tesoro Henry Morgenthau. Las estadounidenses Trans World Airlines (TWA) y Pan Am, y también la sueca AB Aerotransport, adquirieron varios aparatos para sus líneas comerciales. En 1935, Canadá seleccionó al Delta para su uso como avión de reconocimiento fotográfico por la Real Fuerza Aérea Canadiense (RCAF), que sería construido bajo licencia por Canadian Vickers. Un aparato, el último Delta fabricado por Northrop, fue suministrado como modelo para la Canadian Vickers y entregado a la RCAF el 1 de septiembre de 1936. Le siguieron otras 19 aeronaves construidas enteramente por Canadian Vickers, cuya producción continuaría hasta octubre de 1940.
Tras el comienzo de la Segunda Guerra Mundial, fue empleado por las Fuerzas Aéreas Canadienses en patrullas navales y misiones antisubmarinas, pero en 1941 fue retirado de las operaciones de primera línea. Tres aparatos fueron adquiridos por la República Española durante la Guerra Civil, aunque dos de ellos fueron capturados cuando eran trasportados en el buque Mar Cantábrico por los sublevados en alta mar (junto a otros cuatro Vultee V-1, un Fairchild 91 y un Lockheed Electra). Estos dos aparatos fueron empleados como transportes por las fuerzas sublevadas, mientras que el tercer Delta fue empleado por la aerolínea republicana Líneas Aéreas Postales Españolas (LAPE) hasta que fue capturado por las fuerzas de Franco al final de la contienda.

## Variantes
Delta 1A
Prototipo. Equipado con un motor radial Wright SR-1820-F3 Cyclone de 530 kW (710 hp).
Delta 1B
Avión de pasajeros para Pan-Am. Equipado con un Pratt & Whitney Hornet de 492 kW (660 hp). Uno fabricado.
Delta 1C
Avión de pasajeros para AN Aerotransport. Equipado con un Hornet de 522 kW (700 hp).
Delta 1D
Avión ejecutivo, equipado con motores Cyclone o Hornet. Ocho construidos, incluyendo un Northrop RT-1, equipado con un motor Cyclone de 548 kW (735 hp) para la Guardia Costera de Estados Unidos.
Delta 1E
Transporte de correo para AB Aerotransport. Uno construido. Equipado con un Hornet de 492 kW (660 hp).
Delta I
Avión de búsqueda para la RCAF. Equipado con SR-1820-F52 Cyclone de 578 kW (775 hp). Tres construidos, incluyendo avión modelo y dos construidos bajo licencia.
Delta II
Versión revisada con provisión para armamento, incluyendo bombas, una torreta dorsal montando una ametralladora Browning de 7,62 mm (más tarde retirada) y dos ametralladoras montadas en las alas. Nueve construidos.
Delta III
Equipado con superficies de cola mayores para contrarrestar las oscilaciones producidas por la torreta. Ocho construidos.
RT-1
Designación de la Guardia Costera de Estados Unidos para su único Delta 1D, que fue bautizado "Ganso Dorado" (Golden Goose).

## Operadores

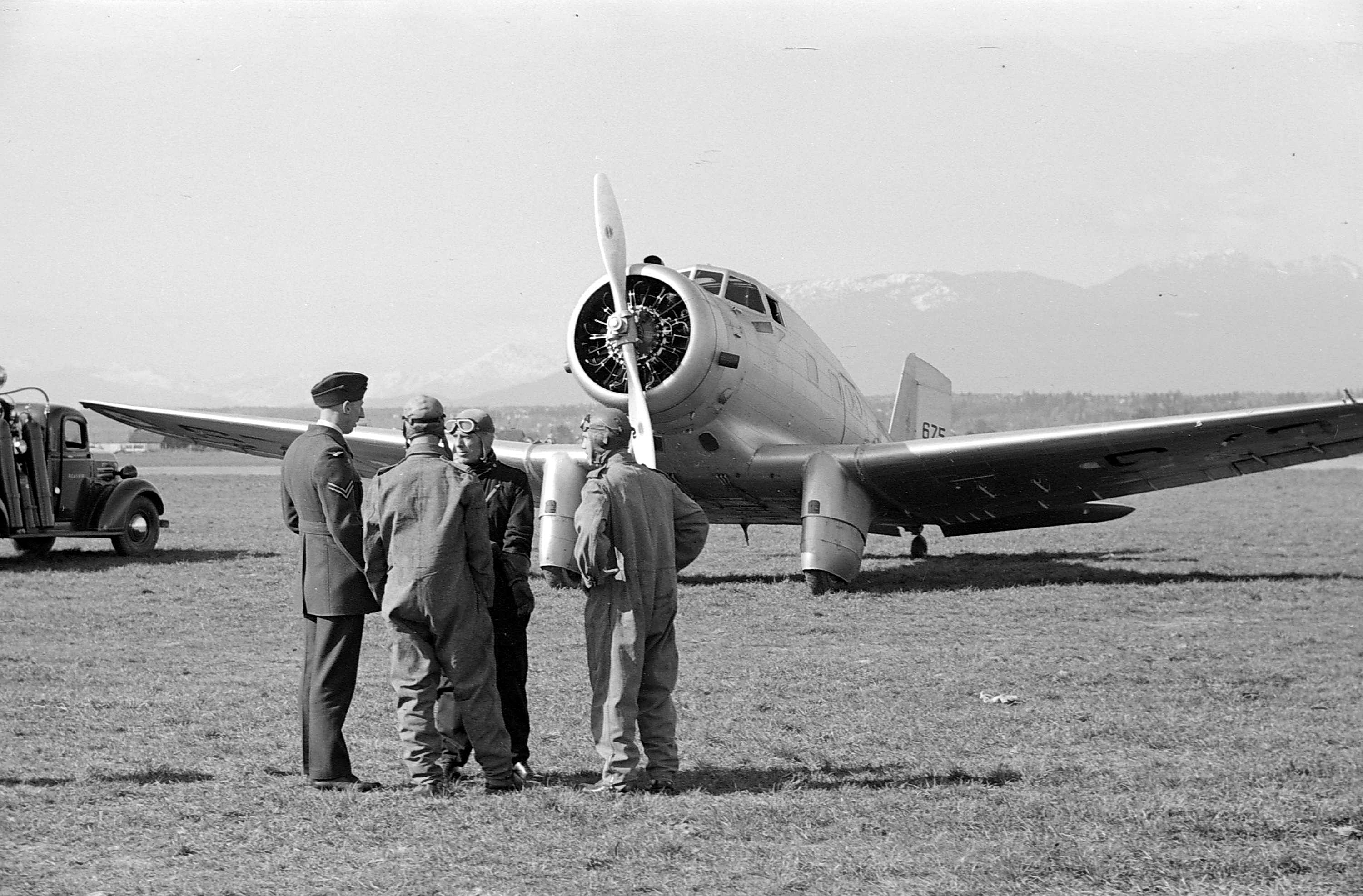
Northrop Delta canadiense en 1939.

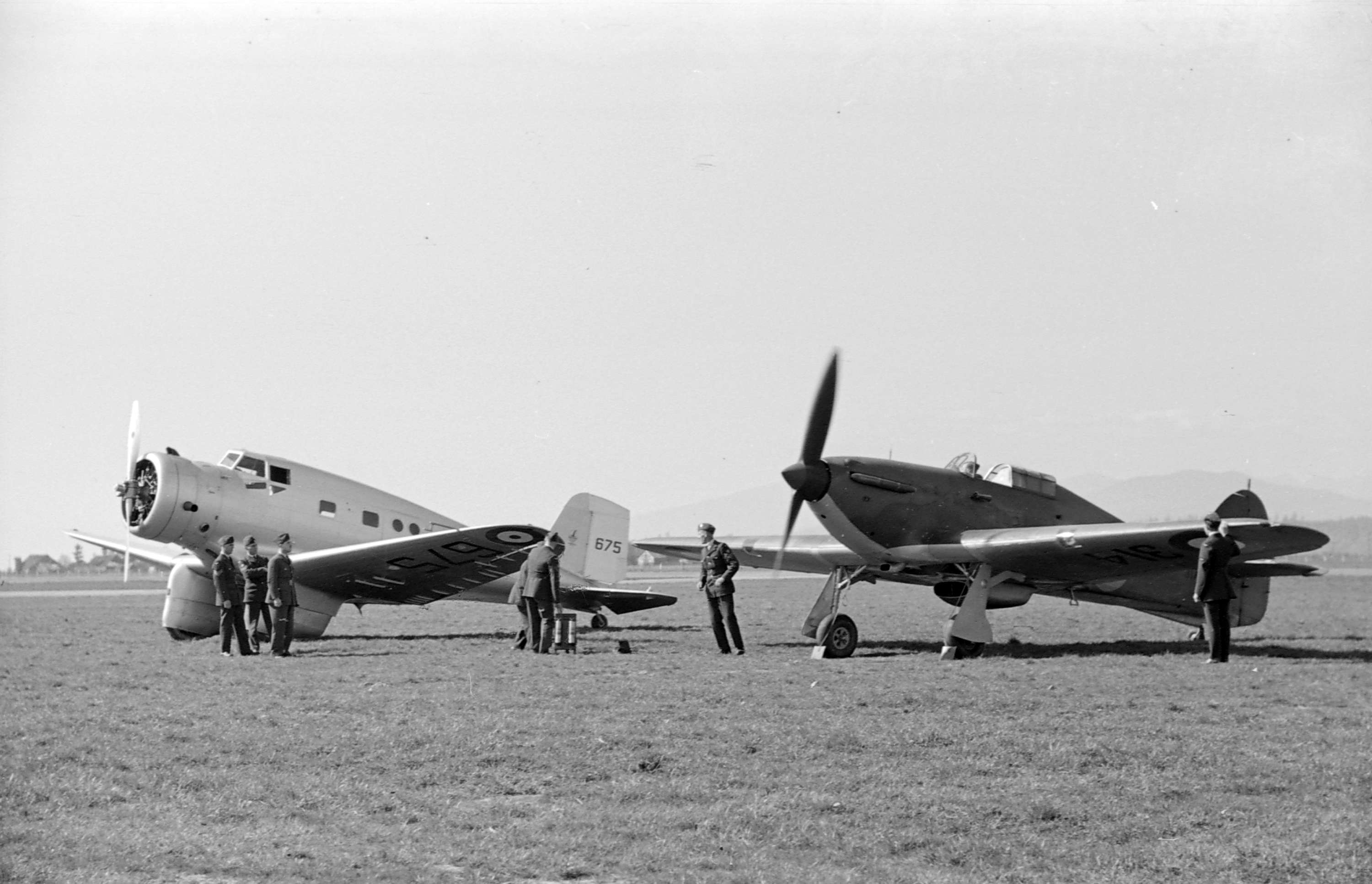
Northrop Delta y Hurricane en 1939.

### Militares
Australia
- Real Fuerza Aérea Australiana: operó un Delta requisado de diciembre de 1942 a septiembre de 1943.

 Canadá
- Real Fuerza Aérea Canadiense

 Estado español
- Ejército del Aire

 República Española
- Fuerzas Aéreas de la República Española: Northrop 1D Delta procedente de LAPE.

 Estados Unidos
- Guardia Costera de Estados Unidos

### Civiles
Australia
- Civil Aviation Authority of Australia

 República Española
- Líneas Aéreas Postales Españolas

 Estados Unidos
- Ellsworth Antarctic Flight
- Trans World Airlines
- Honeywell (avión ejecutivo)
- Richfield (avión ejecutivo)

 México
- Aerovías Centrales (subsidiaria de Pan Am)

 Suecia
- AB Aerotransport

## Especificaciones
Referencia datos: McDonnell Douglas Aircraft since 1920

### Características generales
- Tripulación: Uno (piloto)
- Capacidad: 8 pasajeros
- Longitud: 10,1 m (33,1 ft)
- Envergadura: 14,6 m (47,7 ft)
- Altura: 3,1 m (10,1 ft)
- Superficie alar: 33,7 m² (362,8 ft²)
- Peso vacío: 2059 kg (4538 lb)
- Peso cargado: 3334 kg (7348,1 lb)
- Planta motriz: 1× Wright R-1820 Cyclone motor radial de 9 cilindros refrigerado por aire.
  - Potencia: 548 kW (756 HP; 745 CV)

### Rendimiento
- Velocidad máxima operativa (Vno): 352 km/h (219 MPH; 190 kt) a 1920 m
- Velocidad crucero (Vc): 332 km/h (206 MPH; 179 kt)
- Alcance: 2655 km (1434 nmi; 1650 mi)
- Techo de vuelo: 6095 m
- Régimen de ascenso: 6,1 m/s (1201 ft/min)
- Carga alar: 98,9 kg/m² (20,3 lb/ft²)
- Potencia/peso: 0,16 kW/kg

## Aeronaves relacionadas

### Desarrollos relacionados
- Northrop Alpha
- Northrop Beta
- Northrop 8A
- Northrop N-3PB
- Northrop BT
- Northrop Gamma

### Aeronaves similares
- Heinkel He 70
- Junkers Ju 60
- Boeing 200 Monomail
- Clarke GA-43
- Lockheed Orion
- Vultee V-1
- Manshū Hayabusa
- Airspeed Courier

### Secuencias de designación
- Secuencia Griega (interna de Northrop): Alpha - Beta - Gamma - Delta
- Secuencia R_T (Aviones de Transporte de la Armada estadounidense, 1931-1962 (Northrop, 1933-1937 y 1944-1962)): RT
- Secuencia Numérica (Aeronaves del Ejército del Aire español, 1939-1945): ← 42 (II) - 42 (III) - 42 (IV) - 43 (I) - 43 (II) - 43 (III) - 44 →
- Secuencia L._ (Aeronaves Utilitarias del Ejército del Aire español, 1945-1954): ← L.9 - L.10 - L.11 - L.12 - L.13 - L.14 - L.15 →